# برينت يوربان
برينت يوربان هو لاعب كرة قدم أمريكية كندي، ولد في 5 مايو 1991 في ميسيساغا في كندا.

## وصلات خارجية
- برينت يوربان على موقع مرجع كرة القدم المحترفة.كوم (الإنجليزية)